# Olszowiec (okres Puławy)
Olszowiec je starostenská vesnice v gmině Markuszów, okres Puławy, Lublinské vojvodství v Polsku. V letech 1975–1998 obec byla pod administrativou Lublinského vojvodství. V roce 2011 ve vesnici žilo 86 obyvatel (z toho 48 mužů a 38 žen).
Mezi statky, které byly prodány v roce 1832 Grzegorzovi Zbyszewskému byl statek Olszowiec.